# 厄夜追緝令
是一部2018年古斯塔夫·默勒執導的丹麥犯罪驚悚片。

## 演員
- Jakob Cedergren 飾演 Asger Holm
- Jessica Dinnage 飾演 Iben
- Omar Shargawi 飾演 Rashid
- Johan Olsen 飾演 Michael
- Katinka Evers-Jahnsen 飾演 Mathilde
- Jacob Lohmann 飾演 Bo

## 外部連結
- 豆瓣电影上《厄夜追緝令》的資料 （简体中文）
- 開眼電影網上《厄夜追緝令》的資料（繁體中文）
- 爛番茄上《厄夜追緝令》的資料（英文）
- 互联网电影数据库（IMDb）上《厄夜追緝令》的资料（英文）